# 今村俊明
今村 俊明（いまむら としあき、1962年5月11日 - ）は、長野県岡谷市出身の元スピードスケート選手、実業家。

## 来歴
岡谷南高校1年時の第28回インターハイ5000m、3年時の第30回大会10000mで優勝。
日本大学在学中の1984年サラエボオリンピックに出場、5000m26位、10000m23位となった。
1984年の第53回全日本スピードスケート選手権大会総合優勝。
日大卒業後の1985年春三協精機に入社。現役引退後は同チームコーチ・監督。
2002年、ソルトレークシティオリンピック日本選手団スピードスケート代表コーチ。
2006年、トリノオリンピック日本選手団スピードスケート代表コーチ。
2010年、バンクーバーオリンピック日本選手団スピードスケート代表監督。オリンピック後の2010－2011シーズンから鈴木惠一に替わって日本スケート連盟のスピードスケート強化部長に就任した。
2014年、ソチオリンピック日本選手団スピードスケート代表コーチ。
2023年、長野パルセイロ・アスレチッククラブ代表取締役社長に就任。

## 著作

### 共著
- （宮部保範・門脇正法）『 「崖っぷち監督」がメダリストを二人生むまで』（ベストセラーズ, 2010年）